# Avast SecureLine VPN
Avast SecureLine VPN — це служба VPN, розроблена чеською компанією Avast, яка займається програмним забезпеченням для кібербезпеки. Програма доступна для операційних систем Android, Microsoft Windows, macOS та iOS.
VPN можна налаштувати на автоматичне вмикання, коли користувач підключається до публічної мережі Wi-Fi.

## Функціонал
Подібно до інших VPN, SecureLine працює так, щоб користувач відображався в іншому місці шляхом зміни IP-адреси користувача, обходячи інтернет-цензуру для країни, у якій користувач перебуває, або Wi-Fi, який використовує користувач. VPN можна налаштувати на автоматичне ввімкнення, коли користувач підключається до публічної мережі Wi-Fi.
Функції безпеки Avast SecureLine VPN включають: 256-бітний розширений стандарт шифрування, єдину спільну IP-адресу, захист від витоку DNS, перемикач аварійного завершення та інтелектуальні правила підключення.

## Розташування серверів
Avast має вихідні сервери в понад 60 містах світу. Сервери у восьми містах підтримують з'єднання P2P для таких протоколів, як BitTorrent, а інші сервери призначені для користувачів потокових служб.